# SDP40型柴油机车
SDP40型柴油机车是美国通用汽车易安迪公司（GM-EMD）在1966年推出，在SD40型柴油机车基础上发展而来的一款干线客货运通用柴油机车。 
1965年，易安迪公司宣布同时推出9款标准型柴油机车，这一系列的机车实现了高度的标准化，全部采用全新的645系列柴油机，功率等级范围为1000～6000马力，3000马力以上的机车均采用交流牵引发电机，SDP40型柴油机车就是该系列当中其中一款车型。这款机车是在SD40型柴油机车的基础上衍生的干线客货运通用的六轴柴油机车，作为取代SDP35型柴油机车的换代车型。与SD40型柴油机车相比，其主要特点为增加了为列车供暖的蒸汽锅炉，并改变了牵引齿轮传动比以提升最高运行速度。1966年6月至1970年5月，易安迪公司共制造了20台SDP40型柴油机车，大北方铁路订购了6台机车，主要用于牵引该公司的西部之星号列车，墨西哥国家铁路亦订购了14台机车。
SDP40型柴油机车采用单司机室、底架承载结构、双侧外走廊的罩式车体，车体上部自前向后由电气室、司机室、动力室、冷却室四部分组成。机车走行部采用两台“Flexicoil”三轴转向架。动力装置为一台3000马力、16气缸、二冲程、水冷式、涡轮增压的的16-645E3型柴油机。传动系统采用交—直流电传动，柴油机输出轴通过联轴器驱动一台AR10型交流发电机，发出的交流电通过大功率硅整流装置转换为直流电，然后供给六台D77型直流牵引电动机。机车设有恒功率励磁调节系统，采用一个可变电阻的负荷调整器，使发电机励磁电流随着负载自动调节，保证牵引发电机随时保持恒功率运转，并且达到充分利用柴油机功率的目的。